# ネイズビー (戦列艦)
| オランダ軍に捕獲されたロイヤル・チャールズ |                              |
| 艦歴                                       |                              |
| 建造:                                      | ウリッジ工廠                 |
| 進水:                                      | 1655年                       |
| 改名:                                      | 1660年、ロイヤル・チャールズ |
| その後:                                    | 1673年売却                   |
| 性能諸元                                   |                              |
| クラス:                                    | 1等戦列艦                    |
| 全長:                                      | 竜骨：131ft（39.9m）         |
| 全幅:                                      | 42ft 6in（13.0m）            |
| 喫水:                                      | 18ft（5.5m）                 |
| 機関:                                      | 帆走（3本マストシップ）      |
| 兵装:                                      | 各種口径の砲80門             |

ネイズビー（Naseby）は共和政イングランド海軍の80門1等戦列艦。王政復古とともにロイヤル・チャールズ（HMS Royal Charles）と改名した。1667年のメドウェイ川襲撃でオランダの手に落ち、1673年に売却、解体された。

## 参加海戦
- ローストフトの海戦
- 4日海戦
- 聖ジェイムズ日の海戦
- メドウェイ川襲撃